# Пассажирский транспорт Москвы (справочник)
Пассажирский транспорт Москвы. Справочник — официальное периодическое справочное издание по всем видам общественного транспорта города Москвы.
Справочник выпускался массовыми «тиражами (30—200 тыс. экз.) в издательстве Московский рабочий» в 1966—1990 годах с периодичностью в несколько лет, по мере накопления изменений.
В настоящее время эти издания представляют уже краеведческий и исторический интерес для изучения изменений городской транспортной инфраструктуры, маршрутной сети городского транспорта и микротопонимики Москвы в недалёком прошлом.

## История издания
Основу серии справочников о пассажирском транспорте Москвы положили Леонид Николаевич Долгов и Сергей Иванович Лапекин. Долгов, являясь ведущим инженером Предприятия управления движением Управления пассажирского транспорта Москвы (ныне Служба движения ГУП «Мосгортранс»), занимался наполнением и редактированием разделов о транспорте; Лапекин — составлением актуального списка улиц Москвы. Параллельно данные авторы помогали в корректировке справочника «Улицы Москвы». За 24 года вышло 7 изданий справочника.
После распада СССР коллектив авторов объединился в частное издательство, которым были выпущены справочники «Улицы Москвы» 1993 и 1995 года.
К 850-летию города был выпущен справочник «Весь транспорт Москвы», основной объём которого занимал раздел «Пассажирский транспорт Москвы». Справочник представлял собой заметно урезанную версию изданий предыдущих лет, поскольку в отличие от них не содержал разделы, посвящённые пригородным и дальним сообщениям.
В 1998 году был выпущен большой объединенный справочник «Весь транспорт и все улицы Москвы». В 2000 году была выпущена очередная версия справочника.
В 2001 году скончался С. И. Лапекин, в то время занимавшийся помимо справочника работой над составлением и поддержанием в рабочем состоянии Общемосковского классификатора улиц Москвы. Выход очередной версии справочника намечался на 2002 год, однако в начале года скончался Л. Н. Долгов, и выпуск справочника не состоялся.
В 2004 году издательством «Аист Принт» был выпущен похожий по стилю подачи информации о маршрутах справочник «Москва. Маршруты пассажирского транспорта» (на основе данных с интернет-портала «Москва пассажирская», ныне не существующего). В аннотации утверждалось, что издание ежегодное.

## Список изданий
- Пассажирский транспорт Москвы: Справочник / Сост. Долгов Л. Н., Лапекин С. И. — М.: Моск. рабочий, 1966. — 200 c.
- Пассажирский транспорт Москвы: Справочник / Сост. Долгов Л. Н., Лапекин С. И. — М.: Моск. рабочий, 1971. — 256 c. — 100 000 экз.
- Пассажирский транспорт Москвы: Справочник / Сост. Долгов Л. Н., Лапекин С. И. — М.: Моск. рабочий, 1973. — 272 с. — 200 000 экз.
- Пассажирский транспорт Москвы: Справочник / Сост. Долгов Л. Н., Лапекин С. И. — М.: Моск. рабочий, 1978. — 320 c. — 100 000 экз.
- Пассажирский транспорт Москвы: Справочник / Сост. Долгов Л. Н., Лапекин С. И. — М.: Моск. рабочий, 1983. — 351 c. — 39 000 экз.
- Пассажирский транспорт Москвы: Справочник / Сост. Долгов Л. Н., Лапекин С. И. — М.: Моск. рабочий, 1986. — 432 с. — 150 000 экз.
- Пассажирский транспорт Москвы: Справочник / Сост. Долгов Л. Н., Лапекин С. И. — М.: Моск. рабочий, 1990. — 368 с. — 100 000 экз.
- Весь транспорт Москвы: Справочник. / Авт.-сост. Брумарова Н. Р., Долгов Л. Н., Лапекин С. И. — М.: Арбат-информ, 1996. — 332 с. — ISBN 5-89105-004-0. — Тираж не указан.
- Весь транспорт и все улицы Москвы: Справочник. / Авт.-сост. Брумарова Н. Р., Горобец И. В., Долгов Л. Н., Котелевский Д. В., Лапекин С. И. — М.: Арбат-информ, 1998. — 736 с. — ISBN 5-89105-006-4. — Тираж не указан.
- Весь транспорт и все улицы Москвы: Справочник. / Авт.-сост. Горобец И. В., Долгов Л. Н., Котелевский Д. В., Лапекин С. И. — М.: Арбат-информ, 2000. — 422 с. — ISBN 5-89105-015-3. — Тираж не указан.

### Похожие издания
- Москва. Маршруты пассажирского транспорта: Справочник / Сост. Игорь Дроздик. — М.: Аист Принт, 2004. — 320 с. — ISBN 5-87812-058-5. — 100 000 экз.